# Mbark Boussoufa
Moubarak "Mbark" Boussoufa (arabiska: مُبارك بوصوفا), född 15 augusti 1984, är en nederländsk-marockansk före detta fotbollsspelare. Han representerade det marockanska landslaget.

## Klubbkarriär
I januari 2019 värvades Boussoufa av saudiska Al-Shabab. I augusti 2019 värvades Boussoufa av qatariska Al-Sailiya, där han skrev på ett tvåårskontrakt. Sommaren 2020 avslutade Boussoufa karriären.

## Landslagskarriär
Han var uttagen i Marockos trupp till Afrikanska mästerskapet 2012.